# Emimelia
L'emimelia è una malformazione congenita che comporta mancanza di uno o più segmenti ossei degli arti, a livello soprattutto di gamba e piede o di avambraccio e mano.
Può essere classificata in due tipi:
- longitudinale, quando a mancare è il raggio osseo mediale o laterale di un arto, ovvero uno tra ulna e radio, o tra tibia e perone)
- trasversale o trasversa quando manca completamente la parte distale di un arto e può essere presente un moncone che ricorda quello di un'amputazione.

Classici esempi sono l'assenza congenita della fibula, caratterizzata dall'assenza del perone, e l'emimelia radiale, nella quale, mancando di fatto il radio, la mano viene ad assumere la deformazione detta "mano torta radiale congenita".